# Hungria nos Jogos Olímpicos de Verão de 1904
A Hungria competiu nos Jogos Olímpicos de Verão de 1904, em Saint Louis, Estados Unidos. Os resultados dos atletas austríacos e húngaros nas primeiras Olimpíadas da Era Moderna são geralmente mantidos separados, apesar de os dois países terem feito parte do Império Áustro-Húngaro.

## Medalists

### Ouro
- Zoltán Halmay — Natação, 50 jardas livre masculino
- Zoltán Halmay — Natação, 100 jardas livre masculino

### Prata
- Géza Kiss — Natação, 1 milha livre masculino

### Bronze
- Géza Kiss — Natação, 880 jardas livre masculino

## Results by event

### Atletismo
Atletismo nos Jogos Olímpicos de Verão de 1904
| Evento              | Posição | Atleta    | Eliminatórias                 | Repescagem  | Final       |
| ------------------- | ------- | --------- | ----------------------------- | ----------- | ----------- |
| 60 metros masculino | 9-12    | Béla Mező | Desconhecido 4º na 3ª bateria | Não avançou | Não avançou |

| Evento               | Posição | Atleta    | Eliminatórias                 | Final       |
| -------------------- | ------- | --------- | ----------------------------- | ----------- |
| 100 metros masculino | 7-11    | Béla Mező | Desconhecido 3º na 1ª bateria | Não avançou |

| Evento                           | Posição | Atleta       | Final        |
| -------------------------------- | ------- | ------------ | ------------ |
| Salto em distância masculino     | 7-10    | Béla Mező    | Desconhecido |
| Salto em altura masculino        | 4º      | Lajos Gönczy | 1,75 metro   |
| Salto em altura parado masculino | 5º      | Lajos Gönczy | 1,35 metro   |

### Natação
Natação nos Jogos Olímpicos de Verão de 1904
| Evento           | Posição | Atleta        | Eliminatórias           | Final       |
| ---------------- | ------- | ------------- | ----------------------- | ----------- |
| 50 jardas livre  | 1º      | Zoltán Halmay | 29.6 s 1º na 1ª bateria | 28.2 s 28.0 |
| 100 jardas livre | 1º      | Zoltán Halmay | 1:06.2 1º na 1ª bateria | 1:02.8      |

| Evento           | Posição | Atleta    | Final        |
| ---------------- | ------- | --------- | ------------ |
| 880 jardas livre | 3º      | Géza Kiss | Desconhecido |
| 1 milha livre    | 2º      | Géza Kiss | 28:28.2      |